# 30831 Seignovert
30831 Seignovert este o planetă minoră (asteroid) din centura de asteroizi. A fost descoperită pe 14 octombrie 1990 la Observatorul Palomar de Kenneth J. Lawrence⁠(d) și a fost numită după Benoît Seignovert⁠(d). 
Obiectul prezintă o orbită caracterizată de o semiaxă mare de 1,9546098 UAi, o excentricitate de 0,01, o înclinație de 20,74786 ° în raport cu ecliptica.